# 袴

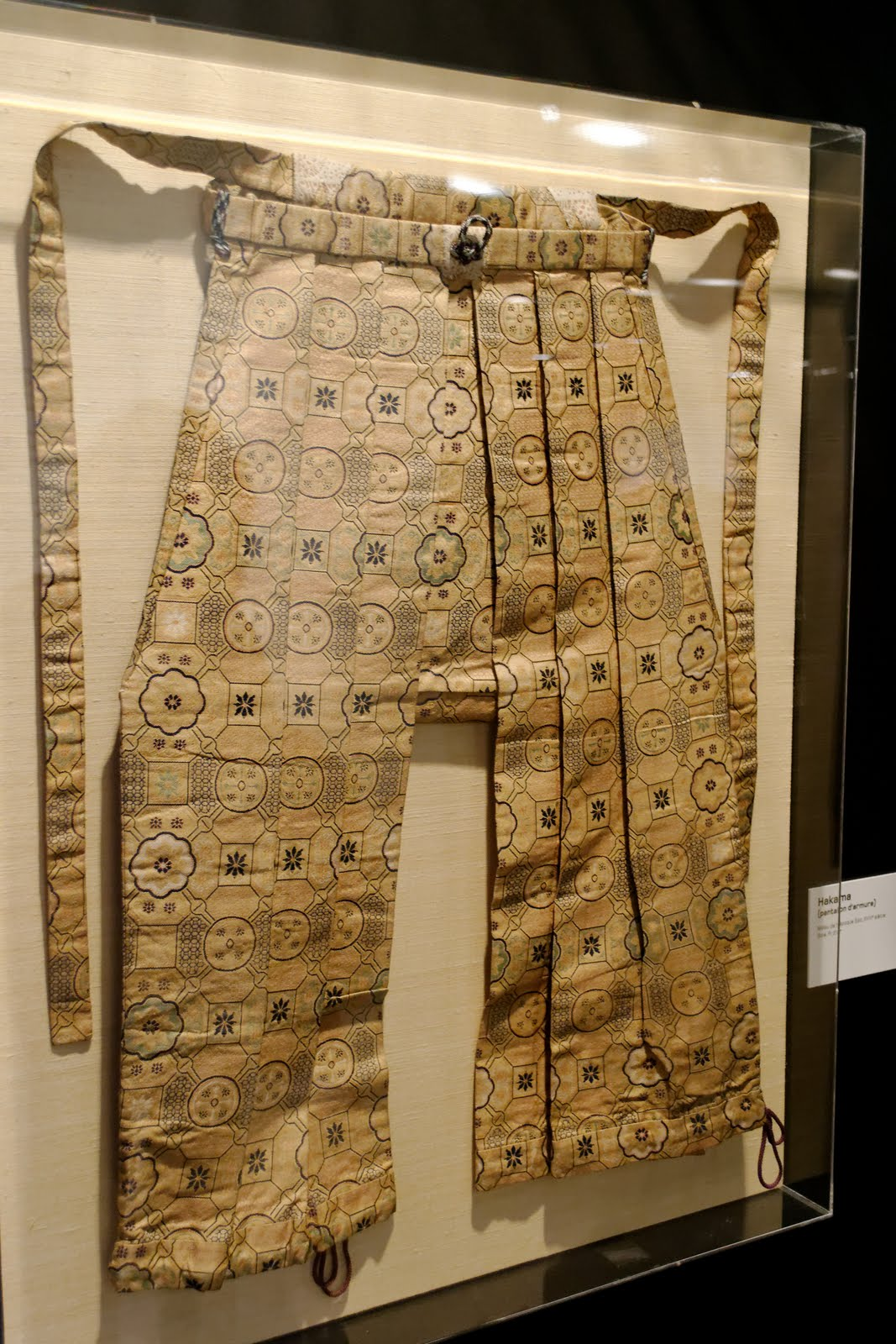
袴

袴（はかま）とは、日本で下半身に着用する伝統的な衣類の一つ。

## 概要

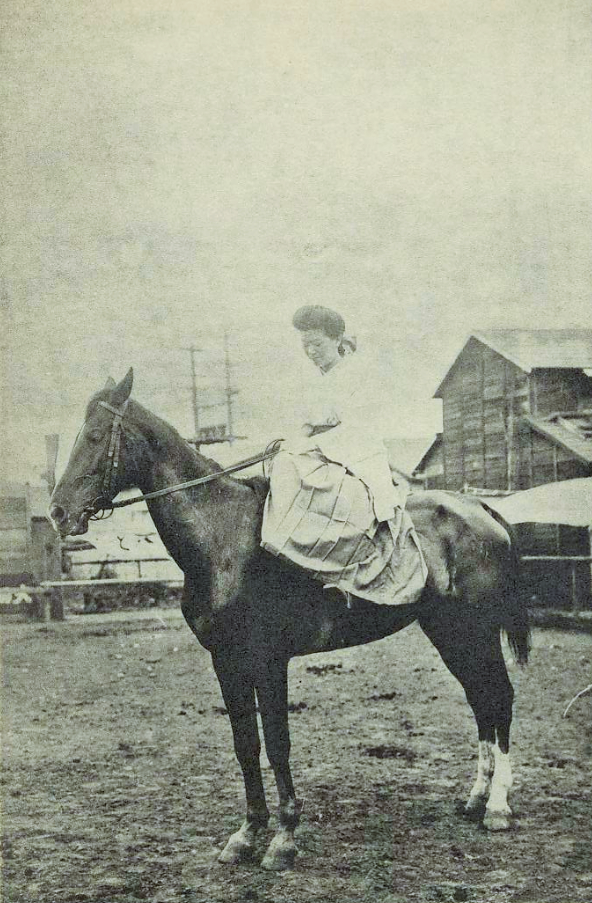
行燈袴で馬に横乗りする女性。明治時代

腰に巻いていた裳（も、まとう意）から発達して、穿（は）くようになった「はくも」というのが語源といわれる。
現代流通している袴は、宮中行事や冠婚葬祭など伝統的な場における正装、神職など特定の職業における制服、武道など特定の活動における稽古着や作業着、地域での祭りなど特定の行事における衣装、私服などさまざまな利用などが上げられ、近代以降は洋服の影響および産業の発達から用途目的に適するよう改良した様式から、比較的伝統的な様式など双方が活用されている。
幅広い形式を「はかま（又は（語彙）袴）など」と称し、都市部から農村部、神社の活動、御所における装束、武士など多岐にわたる人々が公私において使用したボトムスのため、多種多様な形態と内容を持つが、概括的には下半身にはく和服のことである。

## 構造
現代における一般的な袴（馬乗袴）は、前後二枚の台形状の布の斜辺の下半分を縫いあわせ、さらに膝より下の部分がキュロットスカート状になるように縫製した構造になっている。足を入れても充分に余裕があり、布は裾にゆくほど大きくあまる構造になっている。
前布には襞（ひだ／ひだめ）を取り、通常外側から順に一の襞、二の襞、三の襞と呼ぶ。後布は左右に分かれており、襞は取らない。後布はその上辺に板や厚紙を入れた小台形の部分を持ち、これを腰板と呼ぶ。後布は前布より腰板の分だけ長くなる。
前布、後布には、それぞれ最上部（後布の場合には腰板の底辺）の辺の左右から一本ずつ、合計四本の紐（実際には幅七分程度の細長い布状のもの）が出ており、これで袴を腰に固定する。前布より出るものを前紐、後布より出るものを後紐という。前紐は後紐の二倍程度の長さがある。
男子の場合、袴は普通左足から穿くものとされる（左から動作を起すのは日本の伝統的な作法）。左右の足を袴のなかに入れた後、前布、後布の順番で紐を腰に結びつけ、袴を固定する。前布の紐は後（帯の結び目）で一度交差させて前に出し、前布の下5cmから10cmを紐が通るように按配して（かりにこれを(a)とする）、もういちど交差させ（二度目に紐をどこで交差させるかは、右腰、左腰、前布の中央などさまざまなやり方があるが、一般的には右腰であることが多い）、後で紐を結ぶ。
次に後布の腰板を背中に密着するように按配しながら、帯の結び目の上に置く（腰板にヘラがついていれば帯のなかに差込んで固定させる）。そののち後布の紐を前に回し、上記(a)の紐の中央の部分で結ぶ。結び方は、後紐の一方（これをかりに(b)とする）が上になるようにして前紐(a)の中央部分に重ね、もう一本の後紐（これをかりに(c)とする）をさらにその上に重ねる。下から(a)→(b)→(c)の順で重ねられたら、(c)の後紐を(a)の下にくぐらせ、(a)(b)(c)三本が重なった部分に垂れかぶさるように(a)の紐の上に出す。その後(b)の紐を逆の方向に折返し（たとえば(b)が左後方から右前方に伸びる後紐だとすれば、結び目から折りかえすようにして、右前方に伸びる部分を左に引く）、もういちど(c)の紐を巻くようにして一回転させる。
次にあまった後紐を結んで始末する。袴の紐の結びかたには主なものとして以下のようなものがある。
一文字
礼装などに用いられるほか、能装束の大口袴は一文字に結ぶ。十文字の縦の「｜」を作らず、(b)の紐を端まで結び目に巻きつける。
十文字
江戸時代から流行した比較的新しい結びかた。礼装の場合にも用いられる。上記(c)の紐を5cm程度の幅に折りたたんで横の「一」とし、その中央部を結び目にあわせて(b)の紐で何度も(a)に巻きつけ、最後に縦の「｜」が(a)の下から出るように按配する。
結びきり
書生結びともいう。(b)(c)をこま結びにした後、残った紐を(a)に重ね、適当なところで紐にはさんで始末する。紐の生地が薄くやわらかい袴でないとできない。明治時代の書生はこま結びにした残りのたれを始末せず、前にたらす穿きかたを好んだ。
蝶結び
衣冠束帯などの指貫に用いられる。能のシテ方金春流でも仕舞袴を蝶結びにして穿く。(b)(c)を蝶結びにしたあと、輪と垂れを(a)にはさんで始末する。また女物の袴では、蝶結びもしくは輪結びをしたあと、垂れを長く出して装飾的に穿くことが多い。

袴の下に着る長着の裾を端折ったり、袴用にひざ丈の長着をあつらえたりすることもある。

## 種類

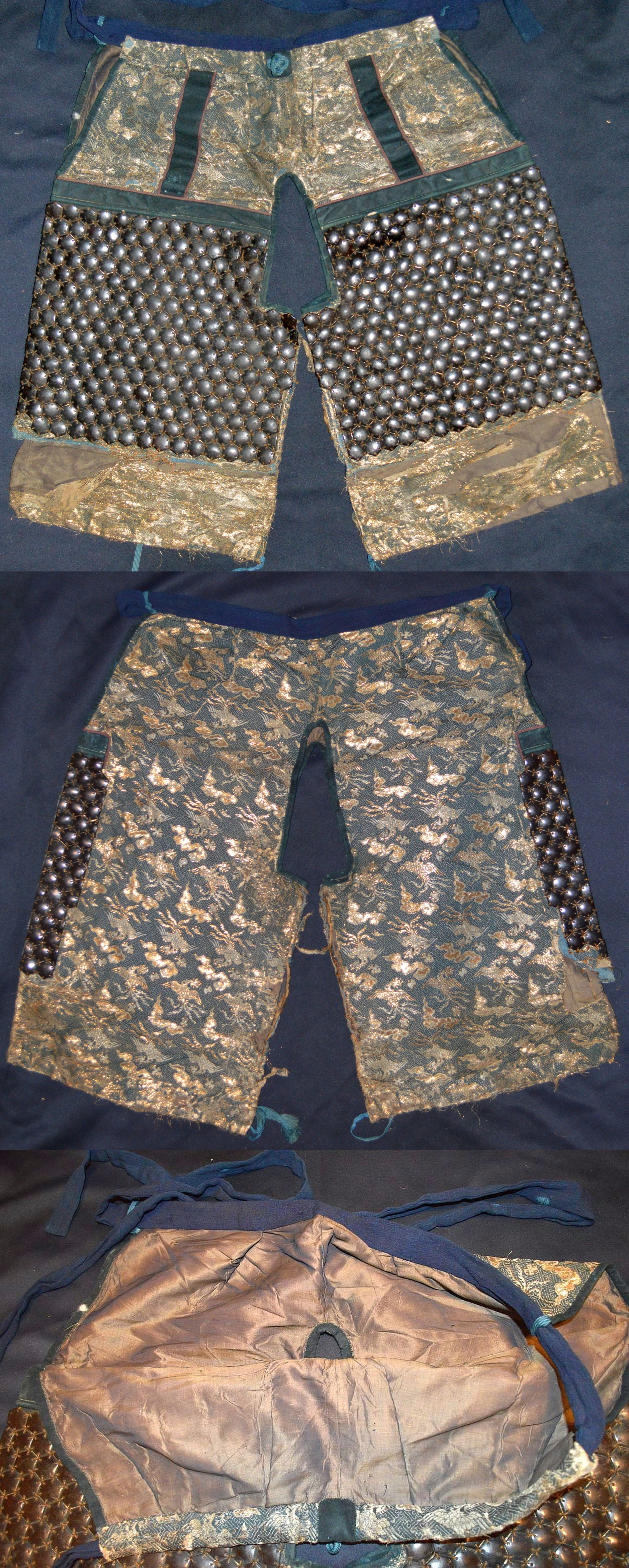
指貫

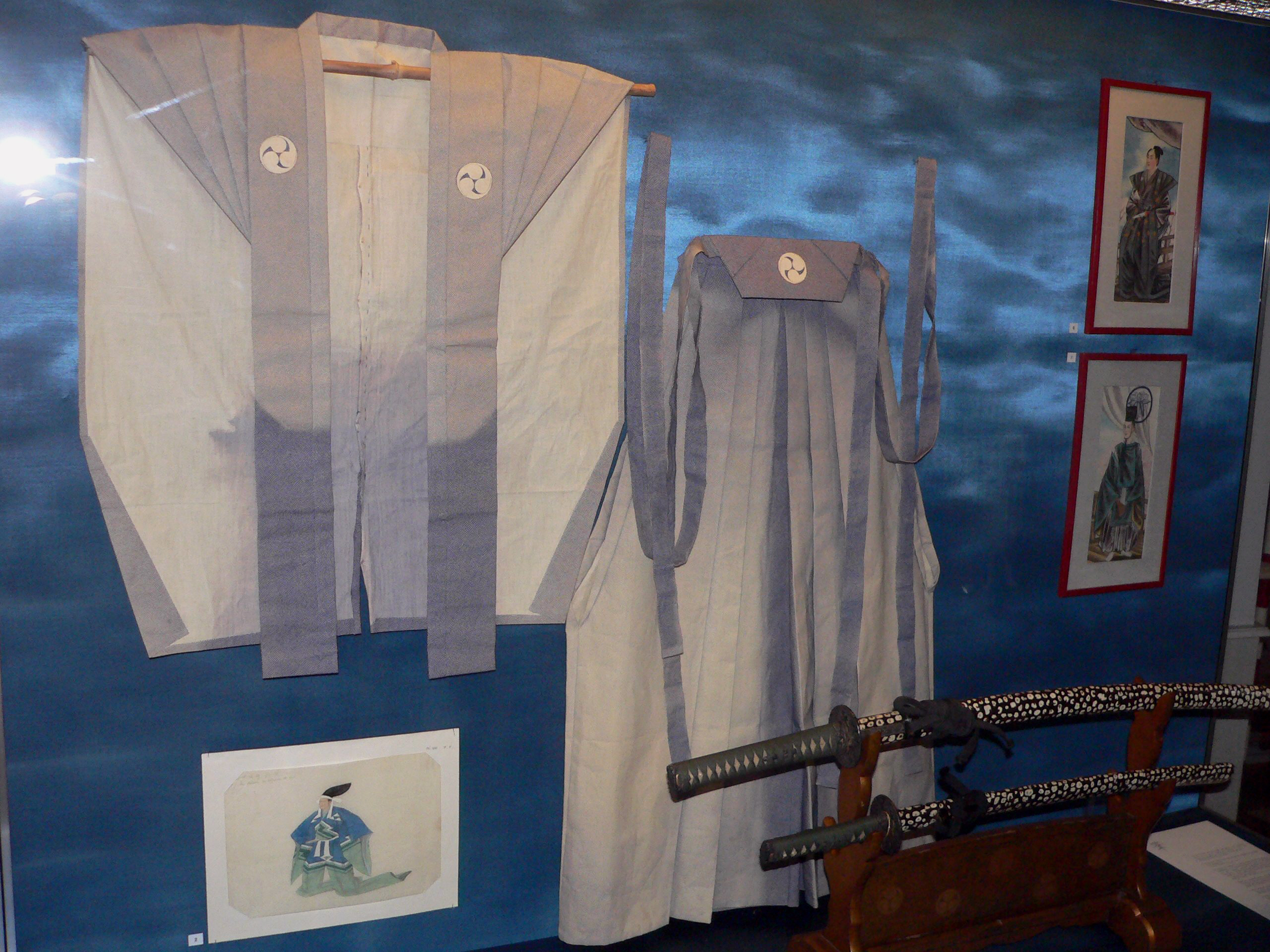
肩衣と袴（江戸時代）

### 装束の袴
表袴（うえのはかま）
束帯を着用する際、大口袴の上に着用した。また童女の汗衫の際には長袴の上に着用した。かえり襠の袴。
指貫（さしぬき）
裾を紐で指し貫いて絞れるようにした袴。公家装束においては、衣冠や束帯、狩袴、小袴、直垂の袴、水干の袴などにも用いた。
水干袴
水干着用時に用いる袴
狩袴
狩衣着用時に用いる袴
緋袴（ひのはかま）
広義では赤系統の色をした袴を指し、狭義では主に宮廷において女性が下衣として着用した袴や巫女装束の袴を指す。腰ひもに特徴があり、通常の袴は後ろ紐と前紐があるが、この袴では左脇の部分が輪になって後ろ紐と前紐がつながっている状態である。現在では十二単で着用する後ろに長く引きずる「長袴」と袿袴装束で着用する足首までの長さの切り袴の2種類がある。
襲の袴
鎌倉時代頃に一部の高貴な女性（女院となった皇女などか）の間で着用された。詳細は不明だが、白い薄手のもので、松等の絵が描かれいわゆる緋袴の上に重ねた（鈴木敬三『日本の服装』）。当時の女神像や高貴な女性歌人の絵などにそれらしきものが描かれている。なお季節によって緋袴を重ねたり、袴そのものが合わせ仕立て、単仕立て　といったことは平安時代から既にあった。

### 座敷袴

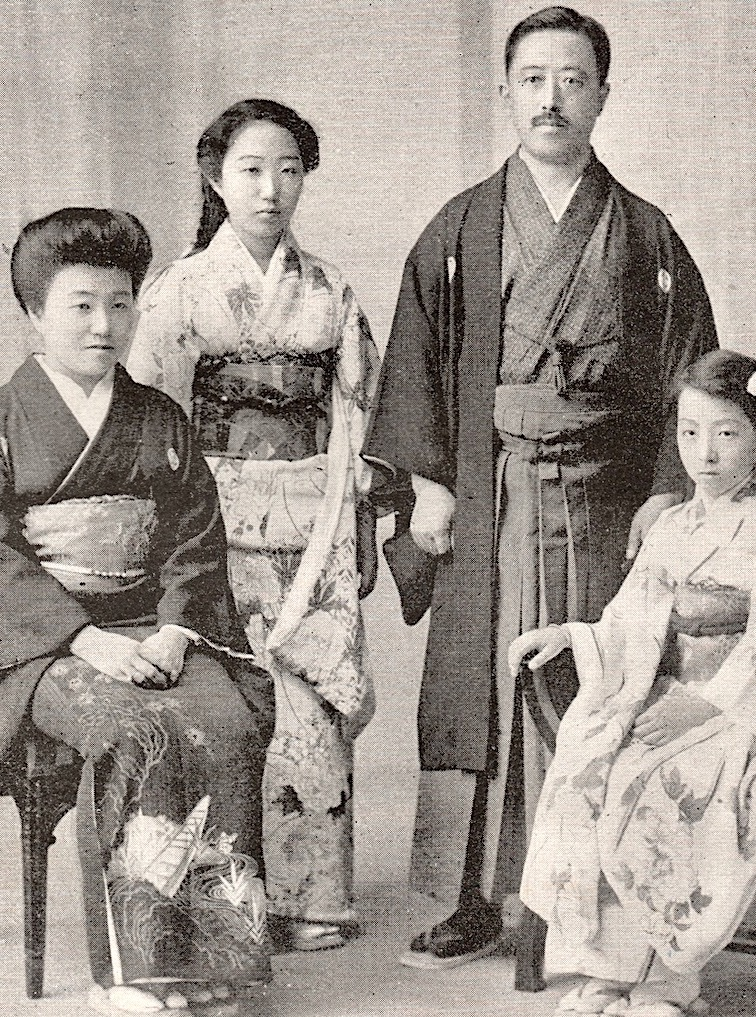
礼装としての座敷袴（1920）

座敷袴は作業着であった山袴（襠〈まち〉がある襠有袴〈まちありばかま〉）の対義であり、正装など改まった席で着用する袴を意味する。明治以降に紋付羽織と組み合わせて男子の礼装に使用すようになった馬乗袴は、山袴の用途から例外となり座敷袴とされる。
馬乗（うまのり）袴
名称通り乗馬するために襠を高くし、裾が邪魔にならないようやや広く仕立てた野袴の一種である。身分制度があった江戸時代までは使う反物が地位によって異なり、大名は絹を用い、下級武士は縞模様が入った木綿が多かった。いずれにしても、野袴の特徴である裾に黒色のビロードなどで裾縁を施すことを常としたが、木綿製では縁どりを省略する例もあった。近代においては仙台平などの縞の絹地で作った場合には、紋付羽織と合せて体裁を整え礼装とする新しい方法もできた。
行灯袴
明治中期頃から女学生が着用していた袴を、裾さばきのしやすさから後に男子も略式として使用するようになった。筒状のスカートの形状になっているが、外見上は襠有袴と同じとなっている。男女用で前後の襞の数が違う。華族女学校学監下田歌子は、宮中の袴をもとに機能性と上品さを兼ね備えた女袴を考案した。

### 山袴

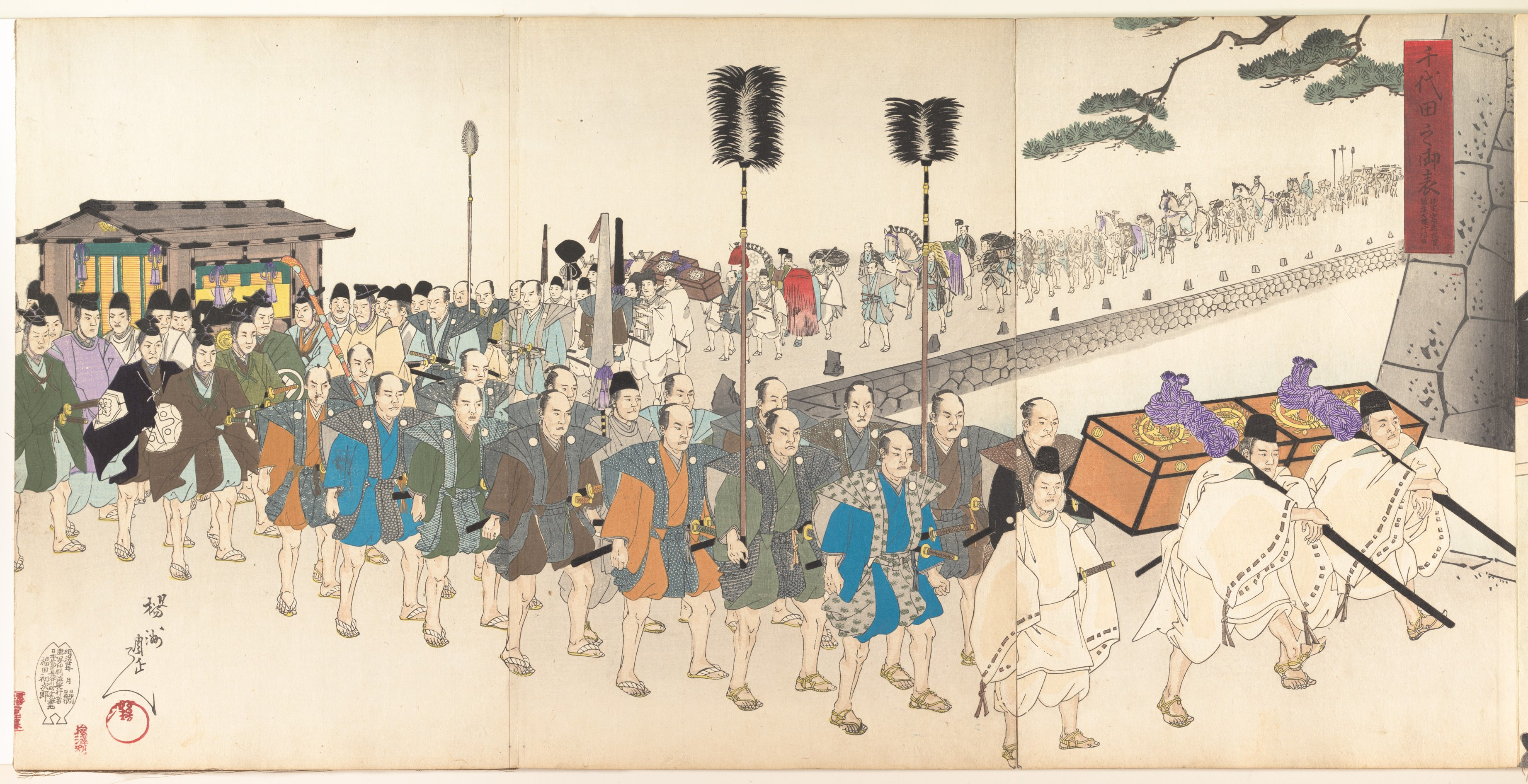
軽衫 「千代田之御表 / 将軍宣下為祝賀諸侯大礼行列ノ図」 楊洲周延画 1897年

四幅袴・四布袴
丈が短い膝丈くらいの半ズボン型の袴で裾がやや狭くなっている、前後各2布の計4布で仕立てる。用途によって露出している膝から下を脚絆などで保護し、中間男や小者などの下級武士が鎌倉時代以降に着用した。菖蒲革などなめし革、またはそれに似せた布地で作った菊綴を付けた類いもあった。
立付・裁付・裁着
布製の脚絆やガマ、イグサ、イチイ、藁などで編んだ脛巾を四幅袴や股引に縫合したり、露出している脛に巻いて固定した。袴の生地は皮革、藤布、麻を用いたが、明治以降は木綿が主流となった。歩行に便利であるため地方武士が狩猟の際に使用し、戦国時代以降は機能性から一般化し作業着として活用する人々が増えた。江戸時代に伊賀衆が使っていた裁付は別称で伊賀袴とも呼んだ。
軽衫（かるさん）
16世紀 - 17世紀にスペインを中心にヨーロッパにおいてズボンに詰物を入れ、大きく膨らませた短い半ズボン（トランクホーズ）が流行し、南蛮貿易の関係からその様式が日本にも伝播した袴である。尻回りをゆったりと仕立てた短い膝丈の袴に、膝から脚絆か筒状の布を縫合した形状となっている。語源はポルトガル語の「カルソン - calção（半ズボンの意味）」に由来し、漢字は当て字である。キリスト教徒や侍の間で好まれ、経年により町人風俗へと浸透した。形態は風俗屏風や『歌舞伎草紙絵巻』などで見ることができる。
武道袴
馬乗り袴のうち、武道用に各部位に工夫がなされたもの(襞の内側からステッチが入り皺が取れにくいもの、受け身が取りやすいよう腰板がゴム製になっているものなど)を武道袴と呼ぶことがあるが、明確な定義はない。
雪袴
雪袴は積雪寒冷地または山岳地帯で用いた作業着および防寒着で、雪沓の着脱や歩行のために両脚の裾をすぼめる括るなどをした襠有袴。近代以前は麻製が多かった。
もんぺ
農山村で発達した作業着とする襠有袴。寒冷地では防寒着を兼ね、農山村では男女共に着用したが、一般的に女性が用いた労働用の袴を言う。第2次世界大戦中は女性の標準服として過度に奨励した歴史がある。

### その他

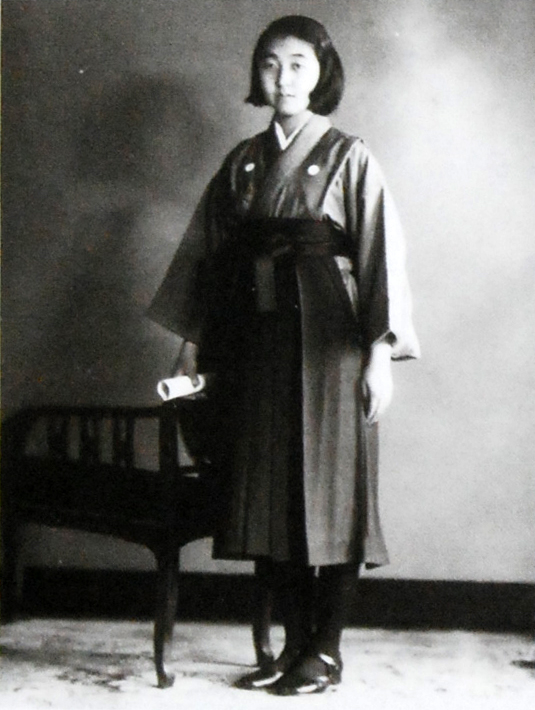
女袴の着用例（1943年・照宮成子内親王）

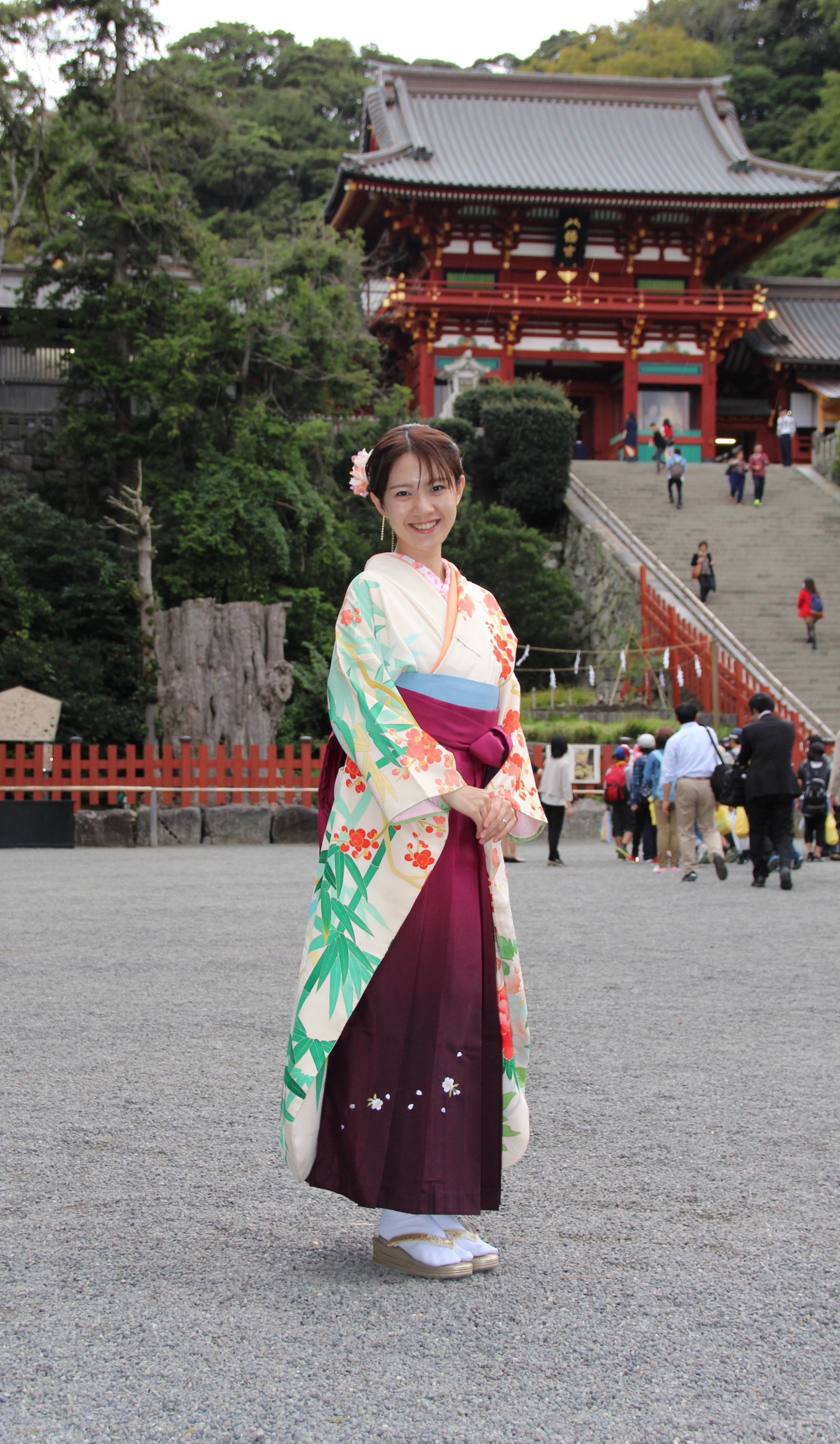
鶴岡八幡宮で袴を着た女性(2014年)

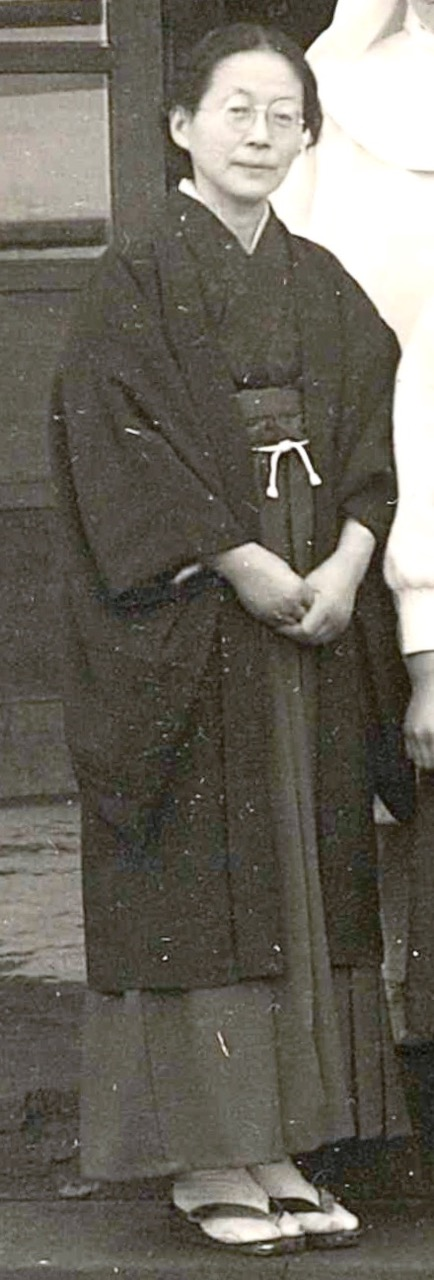
卒業式の女教師（1953年）

女袴
明治時代から昭和初期には女学生の制服として多く着用された。福永操は、女子学生が袴をはく習慣は当時の写真から1890年代後半に始まったとする。1990年代以降は卒業式における女子大生の定番の服装となり、一部では小学校卒業式に出席する女児が着用する例がある。
このほか一部神社の巫女や現代の女性皇族、雅楽舞踊の演者などには、男性同様の脚を通す部分が二つに分かれたタイプの着用も見られる。
舞袴
日本舞踊や剣舞などで使う袴。仕舞袴よりもふつうの袴に近い外見を持つが、立居の際に皺や襞ができないような工夫がされている。
仕舞袴
能楽師が仕舞や舞囃子の際に用いる特殊な袴。該項参照。なお「馬乗袴」の言換えとして仕舞袴の語が用いられることもある。

### 別名
旧日本陸海軍において、軍服であるズボンを明治建軍から昭和の解体に至るまで一貫して「袴（こ）」と称していた。「軍袴」と称す場合、広義には「軍服であるズボン」を、狭義（正式）には「軍服である冬用のズボン」を意味した。
短袴（たんこ）
乗馬ズボンの和名なので、厳密には袴ではない。
長袴（ちょうこ）
スラックスの和名なので、厳密には袴ではない。
半袴（はんこ）
半ズボン・短パンの和名なので、厳密には袴ではない。

## ミスユニバーシティ
現在卒業式袴は振袖のようにおしゃれを楽しむ文化にもなってきていてミスユニバースジャパンをはじめとするベストオブミスが開催する大学生、専門学生ミスコンテスト『ミスユニバーシティ』がデザインするミスユニバーシティの卒業式袴がSNSで話題になっており時代の変化を感じる文化が推進している。

## 転用
植物（草本）の茎の部分を覆っている皮のことを俗に「はかま」という。つくしのように土中から生えるときに穂先などを保護するためのもので長く伸びた後も残る場合もある。